# Inside Out (The Flock)
| Recensione              | Giudizio |
| ----------------------- | -------- |
| AllMusic                |          |
| Dizionario del Pop-Rock |          |

Inside Out è il terzo album dei (momentaneamente) riformati The Flock (sulla copertina dell'album appare a nome Flock), pubblicato dalla Mercury Records nel giugno del 1975 .

## Tracce

### LP (1975, Mercury Records, SRM-1-1035)
Lato A (SRM-1-1035-A)
1. Music for Our Friends – 4:26 (James Leslie Hirsen)
2. Back to You – 8:05 (James Leslie Hirsen)
3. Metamorphosis – 5:37 (Flock)

Durata totale: 18:08
Lato B (SRM-1-1035-B)
1. Hang On – 3:15 (Fred Glickstein, Jerry Smith, Ron Karpman)
2. My O.K. Today – 7:23 (Fred Glickstein, Jerry Smith, Ron Karpman)
3. Straight Home – 6:00 (James Leslie Hirsen, Ron Karpman)

Durata totale: 16:38

## Formazione

### Gruppo
- Fred Glickstein - chitarra, voce solista
- James Leslie Hirsen - tastiere, sintetizzatore ARP, voce solista
- Mike Zydowsky - violino elettrico
- Jerry Smith - basso, accompagnamento vocale
- Ron Karpman - batteria, percussioni, accompagnamento vocale

### Altri musicisti
- Felix Pappalardi – accompagnamento vocale (brano: Straight Home)

### Produzione
- Felix Pappalardi – produzione
- Registrazioni (e remixaggi) effettuate al Paragon Studios di Chicago, Illinois (Stati Uniti)
- Barry Mraz – ingegnere delle registrazioni
- Laura Schaefer – grafica copertina album originale
- Marc Hauser – foto copertina album originale
- Jim Schubert/AGI – design copertina album originale
- Mike Gormley – note retrocopertina album originale[5]